# Juan de Garay
Juan de Garay, född 1528, död 1583, var en spansk upptäckare, conquistador och guvernör under den Spanska koloniseringen av Amerika. Han hade en viktig roll i organisationen av Atlantiska delen av Sydamerika.
Juan de Garay grundade Santa Fe 1573, där han följande år utsågs till guvernörslöjtnant, för att sedan 1577 bli generalguvernör i Asunción. Eftersom han redan var guvernör över territoriet sedan 1578, grundade han staden Buenos Aires 1580 med namnet Ciudad de la Trinidad, på den plats där Pedro de Mendoza 1536 hade installerat – utan någon formalitet som motsvarade grundandet av en stad enligt det spanska kriteriet – ett fort med namnet Real de Nuestra Señora Santa María del Buen Ayre.